# Outpost – Auf verlorenem Posten
Outpost – Auf verlorenem Posten ist ein US-amerikanischer Horrorfilm aus dem Jahr 2022.

## Handlung
Kate leidet so sehr unter den gewaltsamen Angriffen ihres Ehemanns Mike, dass sie größtmögliche Distanz sucht. Ihre beste Freundin Nickie vermittelt ihr einen Job bei der Forstverwaltung. Dabei muss Kate auf einem Aussichtsturm hoch in den Wäldern von Idaho nach Waldbränden Ausschau halten. Der Ranger Earl, Nickies Bruder, bringt sie auf den einsam gelegenen Turm und erklärt ihr, dass sie ihm zweimal täglich per Funk Bericht erstatten muss. Allmählich lebt sich Kate dort oben ein, aber sie wird ihre Visionen und Panikattacken nicht los.
Nach einiger Zeit lernt sie in Hals Shop den Arzt Reggie kennen, der in der Nähe in einem Holzhaus lebt, aber keine Gesellschaft wünscht. Er sagt, dass seine Frau Bertha an Krebs gestorben sei. Eines Tages löscht Kate eigenmächtig ein kleines Feuer im Wald, was ihr Ärger einbringt, weil sie den Turm verlassen hat.
Eine größere Krise entsteht, als sie später eine große Rauchsäule meldet, aber Piloten des Löschflugs keinen Rauch finden. Earl will Kate daraufhin entlassen. Sein Kollege Dan erklärt Kate, dass Earl einmal ein Feuer übersah, als er damals selbst den Aussichtsturm verließ, um sich mit seiner Frau Corinne zu treffen. Aus dem Feuer wurde ein großer Waldbrand, bei dem ein Pilot starb. Kate ist weiterhin sehr unruhig und lässt u. a. ihren Schlüssel ins Plumpsklo fallen.
Während Reggie für mehrere Wochen verreist, lernt Kate eine ältere Frau kennen. Sie vertraut der Frau ihre Probleme an und diese bringt ihr das Schießen bei, um eigenständig für Nahrung zu sorgen. Doch als Kate der Frau später in Reggie Haus wieder trifft, sagt diese plötzlich, dass sie die tote Bertha sei. Reggie habe sie ermordet. Das löst große Wut in Kate aus.
Die Ereignisse spitzen sich zu, als alle Beteiligten zusammenkommen. Earl fährt mit Dan zum Turm hinauf, um Kate endgültig loszuwerden. Dabei finden sie einen toten Wanderer. Währenddessen macht sich auch Nickie auf den Weg, um Kate zu besuchen. Reggie kehrt zu seinem Haus zurück und gerät draußen in eine Tierfalle. Als Dan ihm helfen will, taucht Kate auf. Mit einer Axt, die sie zuvor zum Holzspalten benutzt hat, erschlägt sie die beiden Männer. Nickie entdeckt eine weitere Leiche im Plumpsklo und trifft dann auf Earl. Kate versucht auch sie anzugreifen. Earl steigt auf den Turm, wo es zum Kampf mit Kate kommt. Nickie greift mit einer Pistole ein und rettet Earl. Am Ende bleibt Kate alleine auf dem Turm zurück.

## Produktion
Die Dreharbeiten fanden sechzehn Tage lang auf dem 6.300 Fuß hohen Sundance Mountain in Priest Lake, Idaho und in der Umgebung statt. Weitere Szenen wurden in Spokane, Washington gedreht.

## Rezeption
Laut Filmdienst „weist [der Film] ein ernstes psychologisches Fundament auf und bemüht sich um eine Atmosphäre der Verunsicherung. Das gelingt vor allem durch patente Darsteller, während die Inszenierung nicht immer überzeugt und zuletzt auf ein herkömmliches Finale hinausläuft.“ Auch der Kritiker Michael Gasch bei film-rezensionen.de kommt zu einem relativ positiven Fazit: „‚Outpost‘ gibt sich die Hälfte seiner Zeit dem biederen Motto hin, dass alle Männer grausame Monster sind. Ab der Mitte kommt das Männerbashing glücklicherweise zu einem Ende, wodurch sich die Geschichte über eine Frau, die dem Wahnsinn verfällt, gut entfalten kann.“ Brian Tallerico auf RogerEbert.com ist mit der Hauptdarstellerin unzufrieden, sieht aber grundsätzlich Potenzial: „Dover kommt mit dieser komplizierten Figur nie ganz klar, ein fataler Fehler, der Kate zu einer Marionette im Drehbuch macht […]. Wenn [Lo Truglio] die wackelige Kameraführung und den abgehackten Schnitt bis zum Höhepunkt etwas zurückschrauben könnte, könnte er ein interessanter Genrefilmer werden.“